# 苏嘉铁路
苏嘉铁路是一条曾连接中国江苏省苏州市与浙江省嘉兴市的铁路，全长74.44千米，为标准轨单线铁路。该铁路于1935年动工兴建，1936年建成，1937年被日军占领，1944年被拆除，仅存八年。

## 背景
1895年7月，张之洞曾提出“由上海造铁路以通苏州，而至江宁，旁通杭州，此路最有利于商”，12月又提出“自镇至宁，自苏至杭两路，或官办或商办”，其中提及苏州至杭州的一段便包含苏嘉铁路。1898年10月15日，盛宣怀与怡和洋行及汇丰银行签订《苏杭甬铁路草约》，将苏浙两省筑路权卖与英国，但苏杭甬铁路搁置未建。清末新政推行后，1905年8月26日成立商办浙江铁路公司，获准募股修建苏杭甬铁路。翌年江苏公司成立，勘测苏嘉铁路沿线后认为不宜修建铁路，一在太湖水口太多，修路妨碍水运；二在与江南运河平行，商运难以发展；三在地势低洼，征用农田太多，遂决定缓办，先修沪嘉铁路。1908年3月，袁世凯奏请将苏杭甬铁路改为沪杭甬铁路。苏嘉铁路再遭搁置。1919年，孙中山在《建国方略》中《实业计划》之《关于在乍浦、澉浦间建设东方大港及修筑霍山至嘉兴铁路线的计划》一文中也提出“霍山芜湖苏州嘉兴线”。
1932年淞沪战争中华民国军队战败，上海“非军事化”，国民政府与日本签订《淞沪停战协定》，规定中国不准在上海和苏州、昆山以东驻军，且日军在上海市郊驻军，令中国军队不能经过上海。上海正当沪宁铁路、沪杭铁路枢纽；这样一来，南北交通即遭切断，军事活动难以进行，首都南京遭到威胁。国民政府遂筹划修建连接苏州和嘉兴的铁路，以图在上海以西连接沪宁、沪杭两铁路，以保证交通通畅，满足战争需要。

## 建设过程

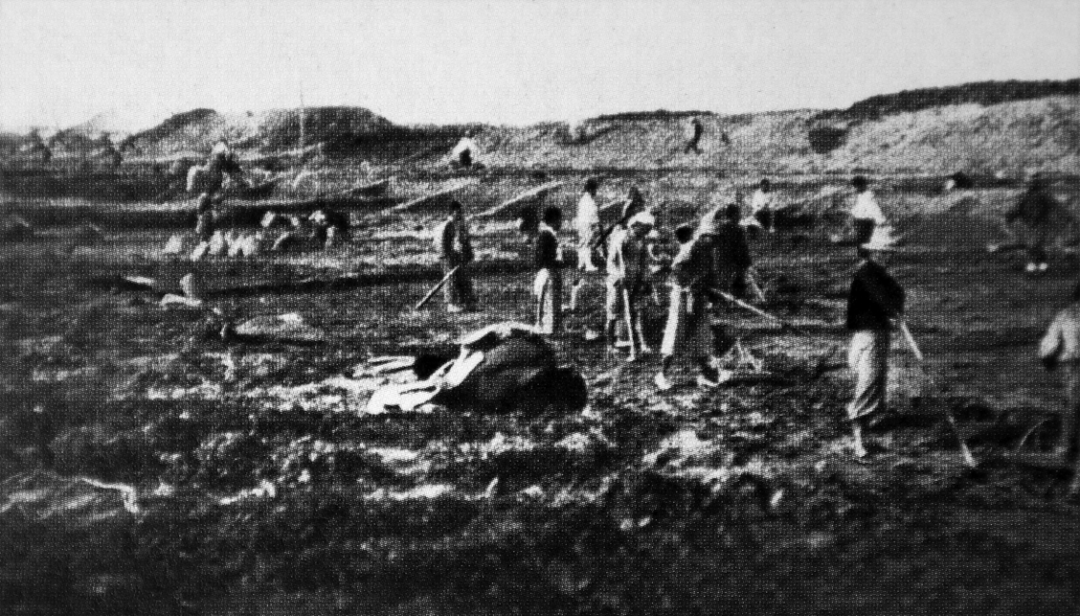
1935年3月苏嘉铁路嘉兴段土方工程施工场景

1934年春，中华民国铁道部委托京沪、沪杭甬铁路管理局对该线代为测量设计，11月，铁道部正式决定建设苏嘉铁路，12月1日，“铁道部苏嘉铁路工程处”成立，由陈思诚主持施工。次年2月22日，苏嘉铁路正式动工，5月，苏浙国防工程启动。前期建设工作较为顺利，但随后因合同问题土方工程进展缓慢，又因桥梁跨度不足，地基不实，工程难以进行。且铁路建设均采用进口木料，都已按规格预定，但未考虑到土基上软下硬，建築后发生下陷，部分桥梁需要拆除重修。但铁路建设过程中，华北、华中战事告急，铁道部多次要求尽速完工，并转达苏浙两省要求先建铁路，后办理徵地及补偿手续。铁路沿线百姓得知修建铁路是为抵御敌寇，纷纷省吃俭用，出人出力支援建设。1936年4月25日17时，苏嘉铁路全线接轨，4月28日试车，7月15日正式通车。此线路使南京到杭州的距离缩短了150公里。
1936年7月15日7时15分，通车仪式在苏州站举行，吴县、吴江、嘉兴三县县长出席。20分，苏嘉铁路第一趟列车从吴县站（今苏州站）出发，路过相门，沿江南运河驶往嘉兴站。当日在嘉兴南湖烟雨楼也举办了通车庆典。
苏嘉铁路建成后全长74.44千米，宽度为42米至200米不等。铁路占地6,231.958亩，建筑过程中徵地约6,800亩，共付地价249,156.86元，每亩最高价格才50元。路基全为填土路基，共约224万立方米，由于沿线水网密布，地势低洼，易遭洪灾，路基高1米至4.5米。所穿水道约占全线总长的0.9%，全线有桥梁涵洞共99座，全长1359米，由北向南编号，最长的为67.4米，有药製木桥65座、洋灰墩钢梁桥10座、洋灰拱桥2座、钢骨洋灰旱桥7座、钢骨洋灰管涵洞15座。共有弯道33处，最小曲线半径320米。沿线共设6座车站，均为三等站，均建站房一座、到发线一条、月台两座。建设过程中没有先进机械，全靠人力完成，其中大量土方工程由沿线农民承担。铁路路基当中有诸多半永久性的军事堡垒，交叉的射口一律朝东。苏嘉铁路建设原计划花费283万元，因物价上涨，实际花费360多万元，比后来计划的430万元节约了约70万元。铁路运行限用K、L、O三种蒸汽机车，运营业务由京沪、沪杭甬两铁路管理局代理，每日开行4对客货混编车并售客票，货运价目则按照沪杭甬铁路基本运价设置。运行时速为客车35公里，货车30公里，运行时间为2小时55分。

## 占领和拆除

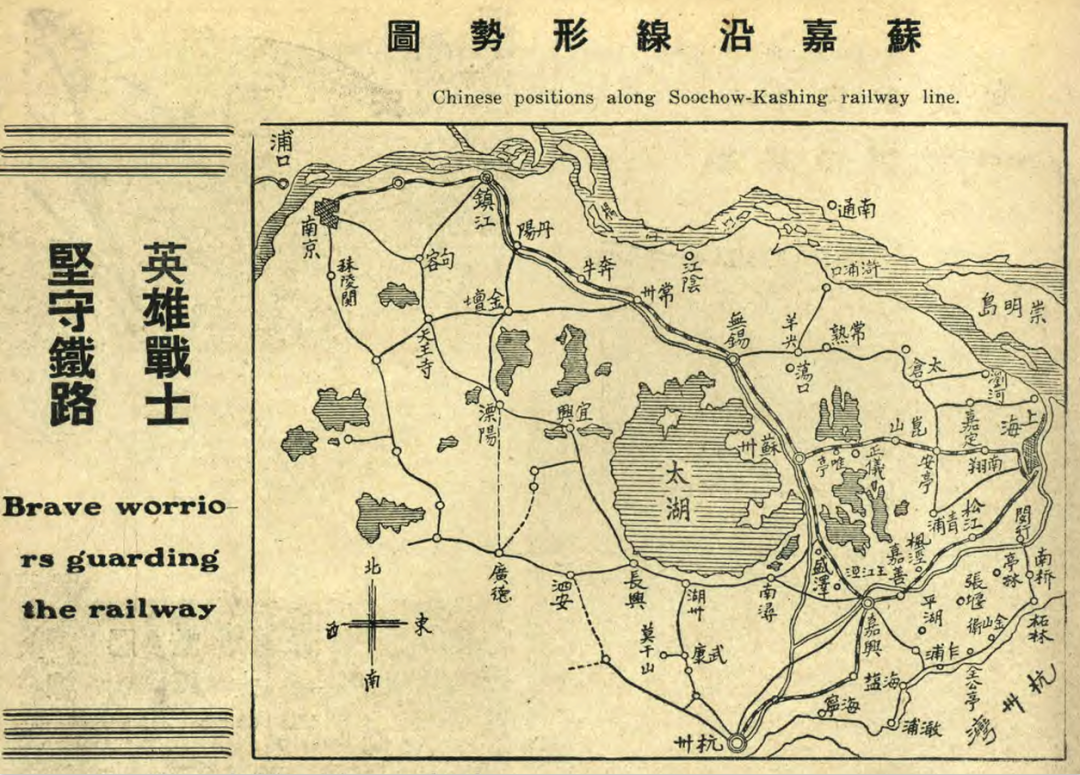
1937年淞沪会战时期宣传苏嘉铁路的地图

苏嘉铁路建成后，日军不断出动飞机轰炸，1937年8月17起，日军对苏嘉铁路沿线进行大规模空袭，数月间轨道被炸1340米，平望站全毁，吴江站毁35%，相门站、盛泽站毁15%，各站信号全毁，吴县站、嘉兴站亦毁损，沿线桥梁也破坏严重，只得上半夜抢修，下半夜行驶，勉强维持运输。除运输军用物资外，苏嘉铁路也运送了大量难民。
1937年11月5日清晨，日军趁雾天在金山卫登陆，用橡皮船攻入内陆，一路进攻松江，一路进攻枫泾。9日日军占领盛泽，切断苏嘉铁路，18日国军撤出嘉兴，19日日军占领苏州，至此苏嘉铁路陷入日军之手。
苏嘉铁路遂成为日军重要的交通线，沿线军民为阻挠日军活动，不断破坏铁路桥梁、设施和电话线。1938年“新塍区破坏队”破坏铁路桥梁，6月26日晚游击队与300余民众截断铁路并破坏日军军用电话线3千米，9月某日百余日军乘列车由苏嘉铁路南下，遭地雷袭击，当场死亡50余人。10月28日晚游击队嘉兴段铁桥4座，11月初炸毁平望附近的铁路桥4座，对铁路进行修复的日军也遭突袭。1940年1月12日深夜，铁路盛泽路面被挖出大洞，次日清早从苏州南下的日军军用列车颠覆。日军为应对破坏，在铁路沿线实施清乡，并在平望一段修筑竹篱，征竹篱费17万元，强拉劳役5000人次，重要路段还设置电网，0.8米内皆有危险。
1943年日本因长年对外战争，钢铁匮乏，遂发动“国民献纳运动”。1944年日本华中铁道株式会社工事番号施工第6号称：“依据军命，认为撤除苏嘉线为得策。”1944年3月日军开始拆除苏嘉铁路，并以平望为界，分南北两段进行。铁轨、枕木、职工宿舍悉遭拆除，南段材料运至嘉兴，北段运至苏州。拆下的铁轨运抵苏州后旋即运往日本，铁路仅剩枕木和道碴。铁路各站到发线和苏州、嘉兴两站天桥也遭拆除。不久后，枕木和沿线宿舍的物资也被运走。9月3日起至次年，日军拆除沿线桥梁；北段桥梁33座，木材约610立方米，南段桥梁28座，木材约622立方米，都被拆下运走。
中华人民共和国成立后，1957年的二五计划展览会上，有重建苏嘉铁路的项目。当时沿线路基虽多已开垦为耕地，但大部分路基、桥涵、站房仍存，稍加修复仍能使用。1961年12月，嘉兴专署据上海铁路总局函重申地方政府应保护路基，制止各种毁损路基之行为。文革期间，大部分路基被挖平开垦为农田，改革开放后，多段路基又被改造成公路，包括现在嘉兴市的东方路和苏州市的东环路等。1980年代初，《铁道知识》刊文建议重修苏嘉铁路，以缓解上海站的压力，杂志社亦组织专家讨论，但无定论。
其替代工程通苏嘉甬铁路正在建设中。

## 纪念
浙江省嘉兴市秀洲区王江泾镇今设有苏嘉铁路遗址公园，遗址公园旁有复建的王江泾站候车室。